# Ana Maria Giulietti
Profª. Dra. Ana Maria Giulietti Harley ( 1945) es una bioquímica, botánica brasileña.

## Algunas publicaciones
- ana maria Giulietti, l.j. Merini, c.g. Flocco, v. Cuadrado, V. 2007. Degradation of 2,4-D in the rhizosphere: optimization of herbicide analyses in complex soil samples and biodegradation assessment in microcosm. Chemosphere 68 : 259 - 265
- ana maria Giulietti, m. Perassolo, c. Quevedo, v. Busto, f. Ianone, j. Rodríguez Talou. 2007. Enhance of anthraquinone production by effect of proline and aminoindan-2-phosphonic acid in Rubia tinctorum suspension cultures. Enzyme Microb Technol 41 : 181 - 185. ISBN 01410229
- j. Parsons, ana maria Giulietti, j. Rodríguez Talou. 2006. Efecto de la elicitacion en síntesis de solasodina en cultivos de raíces transformadas de Solanum eleagnifolium. Acta Farm. Bonaerense 25 ( 3 ) : 414 - 420
- 2005. Alstroemeriaceae. En: Wanderley, m.g.; Shepherd, g.j.; Melhem, t.s.; Giulietti, a. m. (Org.). Flora Fanerogâmica do Estado de São Paulo. 1ª ed. São Paulo, v. 4, p. 238-244
- Sanso, a. m.; m.c. Assis, c.c. Xifreda. 2005. Alstroemeria a charming genus. Acta Horticulturae 686 : 63-77
- nadia aaid Chukr, ana maria Giulietti. 2001. New Combinations in the Genus Neomarica (Iridaceae) and Its Segregation from Trimezia on the Basis of Morphological Features. Novon 11 ( 4 ) (invierno de 2001) : 376-380
- marta Camargo de Assis, ana maria Giulietti. 1999. Diferenciação morfológica e anatômica em populações de "ipecacuanha" - Psychotria ipecacuanha (Brot.) Stokes (Rubiaceae). Rev. bras. Bot. 22 ( 2 )

### Libros
- luciano Paganucci de Queiroz, alessandro Rapini, ana maria Giulietti. 2006. Towards greater knowledge of the Brazilian semi-arid biodiversity. Ed. MCT. 142 pp.
- luciano paganucci de Queiroz, alessandro Rapini, ana maria Giulietti. 2006. Towards greater knowledge of the Brazilian semi-arid biodiversity. Ed. MCT. 142 pp.
- raymond m. Harley, ana maria Giulietti. 2004. Flores nativas da Chapada Diamantina. Ed. RiMa. 319 pp. ISBN 8576560011
- maria das graças Lapa Wanderley, george john Shepherd, ana maria Giulietti. 2003. Flora fanerogâmica do Estado de São Paulo. Ed. FAPESP. 367 pp. ISBN 8586552984
- 1983. Em busca do conhecimento ecológico: uma introdução à metodologia. Ed. Edgard Blücher. 110 pp.

- La abreviatura «Giul.» se emplea para indicar a Ana Maria Giulietti como autoridad en la descripción y clasificación científica de los vegetales.[2]